# تل سلطان
تل سلطان قرية تتبع ناحية سراقب في منطقة إدلب في محافظة إدلب في سورية.